# 미국장로교

로고

미국장로교(영어: Presbyterian Church (USA))는 미국의 주류 장로교회(Presbyterian Church USA) 교단이다. 약칭은 PCUSA이다. 미국에서 가장 큰 장로교 교단으로, 교리가 상대적으로 진보적인 입장으로 알려져 있다. 교단은 2005년에 교인은 2,316,662였고 15년후인 2021년 말에는 1,193,770명의 회원들과 8,813교회가 있었다. 켄터키주 루이빌에 본부가 있다.

## 역사
미국 북장로교회의 후신인 미국 연합장로교회(UPCUSA)와 미국 남장로교회의 통합으로 설립되었다.

## 같이 보기
- 장로교
- 미국 장로교역사연구소
- 대한예수교장로회
- 한국기독교장로회